# Список послов СССР и России в Латвии
В статье представлен список послов СССР и России в Латвии.

## Хронология дипломатических отношений
- 11 августа 1920 г. — установлены дипломатические отношения между РСФСР и Латвией на уровне миссий.
- 23 июля 1923 г. — установлены дипломатические отношения между СССР и Латвией на уровне миссий.
- 5 августа 1940 г. — Латвия вошла в состав СССР.
- 4 октября 1991 г. — возобновлены дипломатические отношения на уровне посольств.
- 23 января 2023 г. — Латвия понижает уровень дипотношений до временного поверенного в делах с 24 февраля 2023[1].

## Список послов
| Срок полномочий                    | Посол                                | Годы жизни | Вручение верительных грамот | Комментарии               |
| ---------------------------------- | ------------------------------------ | ---------- | --------------------------- | ------------------------- |
| РСФСР                              |                                      |            |                             |                           |
| 31 августа 1920 — 7 декабря 1921   | Яков Станиславович Ганецкий          | 1879—1937  |                             | Полномочный представитель |
| 1 февраля 1922 — 14 февраля 1923   | Константин Константинович Юренев     | 1888—1938  |                             | Полномочный представитель |
| СССР                               |                                      |            |                             |                           |
| 1923                               | Адам Яковлевич Семашко               | 1889—1937  |                             | Поверенный в делах        |
| 23 июля 1923 — 21 марта 1925       | Семён Иванович Аралов                | 1880—1969  |                             | Полномочный представитель |
| 1924                               | Казимир Александрович Кржеминский    | 1884—1937  |                             | Поверенный в делах        |
| 1925                               | Александр Григорьевич Гамбаров       | 1890—1937  |                             | Поверенный в делах        |
| 9 июля 1925 — 24 февраля 1927      | Алексей Сергеевич Черных             | 1892—1940  |                             | Полномочный представитель |
| 1926                               | Сигизмунд Иосифович Боркусевич       | 1892—1930  |                             | Поверенный в делах        |
| 24 февраля 1927 — 14 сентября 1929 | Иван Леопольдович Лоренц             | 1890—1941  |                             | Полномочный представитель |
| 14 сентября 1929 — 10 мая 1933     | Алексей Иванович Свидерский          | 1878—1933  |                             | Полномочный представитель |
| 10 октября 1933 — 25 октября 1937  | Стефан Иоахимович Братман-Бродовский | 1880—1937  |                             | Полномочный представитель |
| 1 ноября 1937 — 6 апреля 1940      | Иван Степанович Зотов                | 1903—1963  |                             | Полномочный представитель |
| 7 апреля — 10 октября 1940         | Владимир Константинович Деревянский  | 1902—1980  |                             | Полномочный представитель |
| Российская Федерация               |                                      |            |                             |                           |
| 2 марта 1992 — 25 ноября 1996      | Александр Александрович Ранних       | 1949—      |                             |                           |
| 25 ноября 1996 — 13 февраля 2001   | Александр Иванович Удальцов          | 1951—      |                             |                           |
| 13 февраля 2001 — 1 сентября 2004  | Игорь Иванович Студенников           | 1940—      |                             |                           |
| 1 сентября 2004 — 11 января 2008   | Виктор Иванович Калюжный             | 1947—      | 16 ноября 2004              |                           |
| 11 января 2008 — 15 декабря 2016   | Александр Альбертович Вешняков       | 1952—      | 12 февраля 2008             |                           |
| 15 декабря 2016 — 25 марта 2021    | Евгений Владимирович Лукьянов        | 1951—      | 7 февраля 2017              |                           |
| 25 марта — 28 сентября 2021        | Вадим Игоревич Васильев              | 1970—      |                             | Поверенный в делах        |
| 28 сентября 2021 — 31 марта 2023   | Михаил Валентинович Ванин            | 1960—      | 23 ноября 2021              |                           |
| февраль 2023 — апрель 2024         | Олег Олегович Зыков                  | 1985—      |                             | Поверенный в делах        |
| апрель 2024 — наст. время          | Дмитрий Витальевич Касаткин          | 1963—      |                             | Поверенный в делах        |